# Loxosceles yucatana
Espèce
Loxosceles yucatana est une espèce d'araignées aranéomorphes de la famille des Sicariidae.

## Distribution
Cette espèce se rencontre au Mexique au Tabasco, au Campeche, au Yucatán et au Quintana Roo, au Belize et au Guatemala,.

## Description
Le mâle holotype mesure 6,7 mm et la femelle 8,7 mm.

## Étymologie
Son nom d'espèce lui a été donné en référence au lieu de sa découverte, la péninsule du Yucatán.

## Publication originale
- Chamberlin & Ivie, 1938 : Araneida from Yucatan. Carnegie Institution of Washington publication, vol. 491, p. 123-136.